# Pseudatemelia
Pseudatemelia is een geslacht van nachtvlinders uit de familie van de sikkelmotten (Oecophoridae).

## Soorten (selectie)
- Gele zaksikkelmot (Pseudatemelia subochreella)
- Oostelijke zaksikkelmot (Pseudatemelia latipennella)
- Vroege zaksikkelmot (Pseudatemelia flavifrontella)
- Zomerzaksikkelmot (Pseudatemelia josephinae)